# Хоу Юи
Хо́у Юи́ (иер. 侯友宜, севернокит. Hóu Yǒuyí, хокло Kâu Iú-gî, англ. Hou Yu-ih; род. 7 июня 1957, Пуцзы, уезд Цзяи) — тайваньский политический деятель, представитель партии Гоминьдан. В 2006—2008 годах — глава тайваньского Национального полицейского агентства, с 2018 года — мэр Нового Тайбэя. Кандидат в президенты от партии Гоминьдан на выборах 2024 года.

## Происхождение
Хоу Юи родился в городе Пуцзы уезда Цзяи. Его отец, Хоу Сибинь, был тайваньским солдатом Японской Императорской армии, занимался производством и ремонтом авиации для японского флота, затем участвовал в гражданской войне в Китае на стороне Гоминьдана. Хоу Юи был третьим из четырёх его детей.

## Карьера

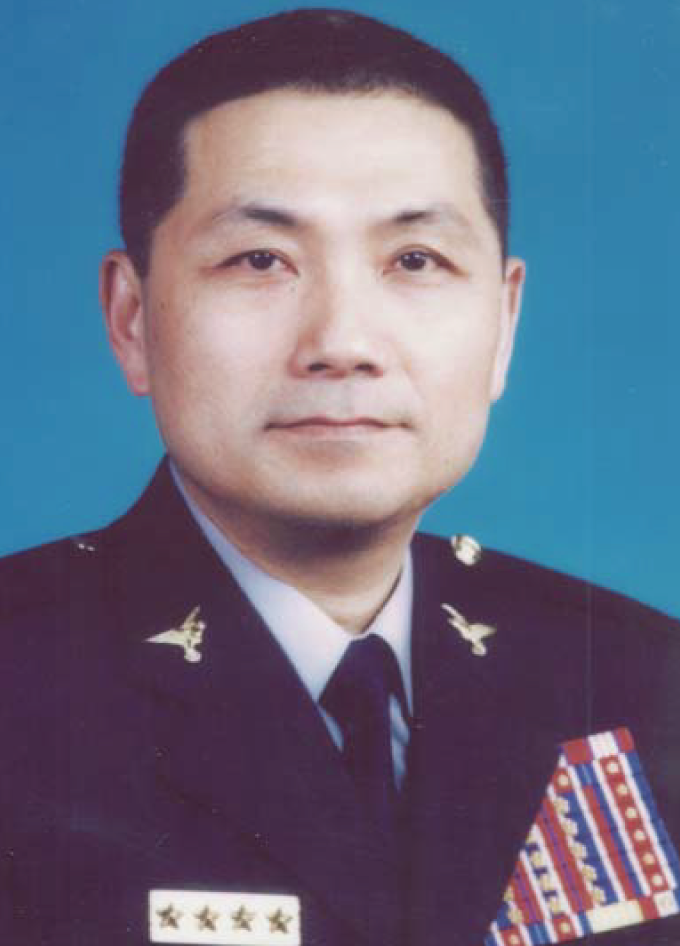
Хоу Юи в должности главы Национального полицейского агентства

Закончив тайваньский Центральный университет полиции, Хоу Юи стал работать в полицейском департаменте Тайбэя.
В 2003 году стал главой бюро уголовного розыска в Националном полицейском агентстве Тайваня. В 2003—2006 годах установил сеть взаимодействия с полицейскими в ряде стран Азии, включая Японию, Малайзию, Индонезию и Филиппины. В 2006 стал главой полицейской службы Тайваня при президенте Чэнь Шуйбяне. В 2008 году при президенте Ма Инцзю был снят с должности и назначен главой Центрального университета полиции.
В 2010 году Хоу Юи стал заместителем мэра Нового Тайбэя по приглашению мэра Чжу Лилуня. В 2018 году Хоу Юи избран мэром Нового Тайбэя, вновь переизбран в 2022 году.
Хоу Юи был членом партии Гоминьдан с 1975 года, но в 2002 году вступил в Демократическую прогрессивную партию. В 2010 году, став вице-мэром Нового Тайбэя, он вновь вступил в Гоминьдан.

## Президентская кампания
В 2023 году Хоу Юи стал кандидатом в президенты на выборах 2024 года года от партии Гоминьдан. Он обошёл миллиардера Терри Гоу, также желавшего выдвинуться от Гоминьдана.
В ходе предвыборной кампании Хоу Юи высказывал своё несогласие как с идеей независимости Тайваня, так и с позицией КНР «одна страна, две системы». Он выразил поддержку Консенсусу 1992 года «в соответствии с конституцией Китайской Республики».
Руководство Гоминьдана вело переговоры с Тайваньской народной партией насчёт совместного выдвижения Хоу Юи и своего выдвиженца Кэ Вэньчжэ — оба кандидата проигрывали в опросах общественного мнения Уильяму Лаю из Демократической прогрессивной партии. Стороны не смогли решить, кто из них двоих должен выдвинуться президентом, а кто — его заместителем, из-за чего совместное выдвижение было сорвано.